# Hegyesfejű iszapteknős
A hegyesfejű iszapteknős (Kinosternon acutum) a hüllők (Reptilia) osztályába és a teknősök (Testudines) rendjébe és az iszapteknősfélék (Kinosternidae) családjába tartozó faj.

## Előfordulása
Belize, Guatemala, és Mexikó területén honos.

## Megjelenése
Testhossza 15−20 centiméter. Nevét hegyesen végződő fejéről kapta.

## Külső hivatkozás
- Kép az interneten a fajról Archiválva 2006. november 28-i dátummal a Wayback Machine-ben